# White House Down
White House Down (Brasil: O Ataque / Portugal: Ataque ao Poder) é um filme estadunidense de ação e suspense, dirigido por Roland Emmerich e, estrelado por Channing Tatum, Jamie Foxx e Maggie Gyllenhaal em um filme sobre um assalto à Casa Branca por um grupo paramilitar e do Diretor de Polícia do Capitólio, que tenta impedi-los. O filme foi lançado nos Estados Unidos em 28 de junho de 2013, no Brasil em 6 de setembro de 2013 e em Portugal no dia 5 de setembro de 2013, e, desde então, arrecadou US$200 milhões no mundo inteiro. White House Down é um de dois filmes lançados em 2013, que trata de um ataque terrorista na Casa Branca, o outro é Olympus Has Fallen. A Sony Pictures é a empresa responsável pela produção.

## Enredo
White House Down conta a história de como a residência oficial do presidente dos Estados Unidos, a Casa Branca, é atacada por um grupo paramilitar. O agente John Cale (Channing Tatum) do Serviço Secreto dos Estados Unidos decide resgatar o Presidente James Sawyer (Jamie Foxx).
John Cale (Channing Tatum) está lutando para desenvolver um melhor relacionamento com sua filha Emily (Joey King), que tem um forte entusiasmo pela política. Ela ficou com raiva quando Cale não compareceu em seu show de talentos da escola, devido a um atraso inesperado em seu turno de trabalho. Ele espera impressioná-la obtendo um trabalho com o Serviço Secreto, mas a entrevista é conduzida por Carol Finnerty (Maggie Gyllenhaal), uma antiga conhecida da faculdade dele que acredita que ele é inqualificável. Após Cale mentir para Emily sobre o resultado da entrevista, os dois participam de uma excursão pela Casa Branca. Ao mesmo tempo, o presidente Sawyer (Jamie Foxx) propõe um tratado de paz controverso entre países aliados para retirar as forças militares do Oriente Médio.
Enquanto isso, um homem disfarçado de zelador detona uma bomba no centro do Capitólio dos Estados Unidos, causando o colapso do edifício cúpula. Raphelson - que estava no Capitólio, mas está ileso - e Finnerty são levados para um centro de comando seguro debaixo do Pentágono, enquanto o vice-presidente Alvin Hammond (Michael Murphy) é levado a bordo do Força Aérea Um. A Casa Branca é colocada em lockdown, separando Cale de Emily (que havia deixado o grupo de excursão para usar o banheiro). Enquanto isso, os terroristas liderados por Emil Stenz (Jason Clarke) começam a matar a maior parte do Serviço Secreto e tomar como refém o grupo de excursão, mas Cale consegue tirar a arma de um dos capangas de Stenz chamado Ritter (Andreas Aspergis) e foge para ir encontrar sua filha. Enquanto isso, o Chefe do Detalhe presidencial, que esta aposentando-se, Martin Walker (James Woods) acompanha o presidente Sawyer e seu detalhe para o Centro de Operações de Emergência. Quando Sawyer ganha acesso, Walker mata todo mundo em detalhes de Sawyer, revelando ser o líder do ataque; ele quer vingança por seu filho, que foi morto durante uma fracassada missão black ops no Afeganistão. Cale, que não consegue encontrar Emily, usa o rádio de Ritter para localizar e resgatar o presidente.
Walker e Stenz trazem Ir Tyler (Jimmi Simpson) para invadir o sistema de defesa, mas eles ainda precisam de Sawyer para ativar o Nuclear Football. Emily, que estava se escondendo, grava um vídeo dos mercenários e o carrega no YouTube antes de eventualmente ser capturado por Carl Killick (Kevin Rankin), um dos terroristas. Walker exige 400 milhões dólares da Reserva Federal como resgate de reféns. Cale e Sawyer conseguem entrar em contato com o Pentágono, e Finnerty diz a Cale para tirar Sawyer através de uma série de túneis subterrâneos secretos. Finnerty então usa o vídeo de Emily para descobrir as identidades dos mercenários, percebendo que costumavam trabalhar para várias agências governamentais e grupos políticos radicais. Eles são informados de que Stenz, ex-Força Delta e operatório da CIA, foi repudiado em missão, levando à sua captura pelo Taliban. Eles também descobrem que Walker tem um tumor no cérebro que às vezes provoca colapsos mentais, sugerindo seu envolvimento como sendo uma missão suicida e não um resgate. Cale e Sawyer encontram o portão do túnel equipado com um explosivo e são forçados a fugir na limousine presidencial. Após uma perseguição de carro com Stenz no gramado da Casa Branca, Cale e Sawyer são viradas para a piscina da Casa Branca depois de Cale se distrair com a visão de Killick segurando Emily com uma arma. Um tiroteio irrompe o que resulta em uma explosão que deixa Sawyer e Cale dados como mortos. A bordo do Força Aérea Um, Hammond é empossado como Presidente.
Quando Cale e Sawyer revelam que eles ainda estão vivos, eles aprendem que Hammond aprovou uma incursão aérea pela Delta Force para ter de volta a Casa Branca. Sabendo que os sequestradores tinham mísseis terra-ar, Cale tenta, mas não consegue impedir os sequestradores de derrubarem os helicópteros. Cale entra em uma briga com Stenz. Depois de já ter aprendido de Emily a partir do vídeo, Stenz, sabendo que ela é filha de Cale, a leva para Walker no Salão Oval. Enquanto isso, Tyler termina o upload para o NORAD e lança um míssil no Força Aérea Um, matando todos a bordo, incluindo Hammond. Raphelson é então empossado como presidente e, em um último esforço para acabar com a crise, ordena um ataque aéreo contra a Casa Branca.
Walker diz a Cale pelo interfone da Casa Branca para entregar Sawyer ou ele vai atirar em Emily. Sawyer em última análise, se entrega para salvar Emily, sabendo Cale ainda poderia salvar os dois se estivesse livre. Segurando o par no Salão Oval, Walker revela a Sawyer que seu motivo do ataque era o de transmitir uma mensagem do poder americano. Por causa da antipatia da força militar, bem como apoio para fora da missão que matou seu filho, Walker tinha passou a acreditar que Sawyer estava fraco demais para ser presidente; por lançar um ataque nuclear contra o Irã, Walker tinha a esperança de recuperar o respeito internacional para a América e vingar sua própria perda pessoal. Ele pede a Sawyer para ativar o Nuclear football, mas Sawyer se recusa. Quando Walker ameaça atirar em Emily, Sawyer ainda se recusou, explicando a Emily que muita gente vai morrer, o que ela entende. Assim como Walker está prestes a puxar o gatilho, os alarmes e sprinklers são ativados por Cale incendiando o quarto de Lincoln. Em meio ao caos, Tyler tenta fugir, mas encontra a bomba no portão do túnel. Quando ele tenta desativá-lo, ele detona, matando-o. Killick encontra Cale e tenta matá-lo, mas é emboscado por Donnie Donaldson (Nicolas Wright), o guia da Casa Branca, que bate em Killick até a morte com um relógio. Depois de libertar os reféns e confiando a Donnie a tarefa de tirá-los de lá de forma segura, Cale luta com Stenz e, finalmente, o mata com um cinto de granadas.
Usando a explosão para pegá-lo desprevenido, Sawyer ataca um Walker distraído, mas Walker ganha a mão superior e força Sawyer a ativar o futebol antes atirando nele e, aparentemente, matando-o. Usando os códigos de lançamento atualizados a partir de uma fonte anônima, Walker tem como alvo várias cidades do Irã, mas antes que possa iniciar o lançamento, Cale invade a parede do Salão Oval com um SUV presidencial, e mata Walker com a metralhadora do SUV presidencial. Emily descobre o ataque aéreo, e ela leva uma bandeira presidencial e ondas de TI no gramado da frente, o que leva os pilotos a cancelar o ataque. Enquanto isso, Sawyer revela estar vivo desde a bala que o atingiu foi parada por um relógio de bolso que lhe foi dada por sua esposa (Garcelle Beauvais). Finnerty liga para eles para revelar que os sequestradores não foram contratados por Walker, e que outra pessoa está por trás do ataque. Cale percebe quem é e pede a Sawyer sua ajuda para expor a pessoa.
Mais tarde, Finnerty chega à Casa Branca com Raphelson. Quando Cale lhes diz que Sawyer foi morto, Raphelson ordena às suas tropas para serem colocadas de volta para o Oriente Médio, o que iria contra o tratado de paz de Sawyer. Cale então revela que Raphelson conspirou com Walker para orquestrar o ataque por causa da oposição de Raphelson ao tratado de Sawyer e prova isso com Finnerty ligando para o número de retorno de chamada no pager de Walker, que foi a fonte dos códigos de lançamento atualizados. Sawyer chega e tem Raphelson levado em custódia, tratando a tomada da Presidência como um golpe de Estado. Sawyer então torna Cale um agente especial do Serviço Secreto, e leva-o junto a Emily em uma excursão aérea de Washington, DC, em seu caminho para o hospital. Percebendo uma maior necessidade de paz devido a acontecimentos do dia, os presidentes do Irã, Rússia, Israel e França concordam em assinar o tratado de paz de Sawyer.

## Elenco
- Channing Tatum — John Cale
- Maggie Gyllenhaal — Carol Finnerty
- Jamie Foxx — James Sawyer, presidente dos Estados Unidos
- Joey King — Emily Cale
- Beauvais Garcelle — a primeira-dama dos Estados Unidos
- Jason Clarke — Stenz, o líder dos mercenários
- Richard Jenkins — Eli Raphelson,
- James Woods — Martin Walker
- Lance Reddick — General Caulfield
- Rachelle Lefevre — Melanie
- Michael Murphy — o vice-presidente Alvin Hammond
- Matt Craven — Agente Kellerman

## Produção
White House Down é dirigido por Roland Emmerich, a história do filme é baseada em um roteiro inicialmente criado por James Vanderbilt, roteirista de ‘Zodíaco’ e ‘X-Men Origens: Wolverine’. Ele também escreveu o roteiro dos futuros lançamentos ‘O Espetacular Homem-Aranha’ e ‘O Vingador do Futuro’, e acaba de ser contratado para trabalhar no roteiro da refilmagem de ‘Robocop’, de José Padilha. Roland também se tornou um dos produtores do filme. Sony Pictures comprou o roteiro do filme em março de 2012, por US$ 3 milhões de dólares. Em uma publicação de The Hollywood Reporter, a equipe da redação do website relatou que é "uma das maiores vendas em um bom tempo", na mesma publicação a revista descreveu o filme como uma mistura de "Duro de Matar" e "Força Aérea Um", outros sites como o Cine Pop relatou que foi um "dos valores mais caros da história".
Em abril de 2012, a Sony contratou Roland Emmerich como diretor. Emmerich começou a filmar em 17 Julho de 2012, no La Cité Du Cinéma, em Montreal, no Canadá.

## Recepção

### Resposta da crítica
Marcelo Hessel do Omelete comentou "E o negócio de Emmerich, conhecido por seus filmes-catástrofe que fazem do fim do mundo um parque temático, é justamente o escapismo. Se hoje o mundo é destruído em filmes como Transformers 3 e O Homem de Aço com toda a gravidade do "realismo", o cineasta alemão resgata o caráter inofensivo dos primeiros filmes-desastres dos anos 70. Nos longas de Emmerich, as hecatombes nunca perdem o fator do exagero e, por consequência, do ridículo - o que é vital para efetivar o escapismo."

### Bilheteria
Em seu primeiro fim de semana nos EUA, o filme decepcionou e ficou em #4 nas bilheterias. O filme arrecadou $24,852,258, ligeiramente à frente de Man of Steel, mas menos do que o filme lançado com temática semelhante Olympus Has Fallen ($30.4 M). Em seu terceiro fim de semana, o filme fez $20.7 milhões dolares. O filme arrecadou $73.103.784 dólares nos Estados Unidos , além de $131,432,451 internacionalmente por um bruto combinado de $204,536,235.